# شینیچی ساتو (ورزشکار)
شینیچی ساتو (انگلیسی: Shinichi Sato؛ زادهٔ ۷ اوت ۱۹۶۵) بازیکن بیس‌بال اهل ژاپن است.
وی در مسابقات کشوری و بین‌المللی در مجموع برندهٔ ۱ مدال برنز شده‌است.